# Bathyraja leucomelanos
Bathyraja leucomelanos is een vissensoort uit de familie van de Arhynchobatidae. De wetenschappelijke naam van de soort is voor het eerst geldig gepubliceerd in 2012 door Iglésias & Lévy-Hartmann.